# Universidad Domuni
La universidad Domuni (Domuni Universitas), es una institución privada de enseñanza superior, que ofrece programas de formación universitaria a distancia de calidad y de ámbito internacional. Fundada y administrada por la orden dominica, esta institución internacional, tiene tres facultades: filosofía, teología, ciencias sociales.
Con sede en Toulouse, la universidad dispone de varias secciones con sus correspondientes oficinas.
Creada originalmente en francés (Domuni-F), la Universidad abrió una sección de habla hispana (Domuni-ES) en 2012, una sección de habla inglesa (Domuni-EN) en 2013, una se
cción de habla italiana en 2017, y desde 2014 ofrece cursos en árabe. Actualmente cursan estudios en ella 3500 estudiantes pertenecinetes a más de cuarenta nacionalidades.

## Historia
La Universidad Domuni fue fundada en 1999 por los Dominicos de las provincias de Toulouse y de Francia. El proyecto fue iniciado por el fraile dominico Michel Van Aerde, que después de 5 años como director del “Centro Bartolomé de Las Casas” en Perú, vio una gran oportunidad, en la utilización de Internet al servicio de las comunidades más aisladas. Percibiendo el potencial de la web para transmitir la riqueza del patrimonio intelectual dominicano a un gran número de personas, Michel Van Aerde se propuso crear la primera Universidad Dominicana totalmente en línea. 
En 1999, las dos provincias Dominicanas (la de Toulouse y la de Francia) crearon Domuni en forma de asociación jurídica. Marie Monnet se asoció al proyecto en 2006 y fue nombrada Directora de Estudios en 2008y después Rectora hasta hoy.  Actualmente el estatuto jurídico de Domuni es el de “Institución privada de enseñanza superior” en el Rectorado de Toulouse.
En diciembre de 2010 se firmó un acuerdo con la Universidad Pontificia de Santo Tomás de Aquino más conocida como "El Angelicum", con sede en Roma, por el que se autoriza a la Universidad Domuni, impartír títulaciones canónicas en Ciencias Religiosas. Domuni firmó además una convención con la Universidad de Lorraine (Nancy, Francia, el 25 de abril de 2013, seguido de otra con la Universidad Católica de Lovaina (UCLouvain), en el junio de 2017, y el Instituto Católico de Vendée (ICES) en 2024. Estos acuerdos permitieron a Domuni ofrecer títulaciones estatales en teología, de acuerdo con las normas del espacio universitario europea, especificadas en el Acuerdo de Bolonia (LMD).
En 2012, la Universidad se expandió a nivel internacional, con la inauguración de una sección de habla hispana, seguida del lanzamiento de una sección de habla inglesa el 15 de octubre de 2013. En 2017 se estableció una sección de habla italiana.

## Direcciòn de los estudios

### La plataforma Moodle
La Universidad de Domuni opera completamente en línea, para su desarrollo académico utiliza una plataforma de educación en línea llamada Moodle. Moodle permite dirigirse a un público muy amplio, tanto a estudiantes locales como a los estudiantes ubicados en otras zonas geográficas del mundo; esto genera un amplio espectro de nuevas oportunidades, sobre todo para los alumnos que están geográficamente más aislados.
La formación académica que imparte está disponible en forma de:
- Contenido de autoestudio (cursos descargables en formato PDF)
- Contenido en vivo (seminarios en línea, intercambios con profesores, foros de estudiantes)[9]
- Evaluación. Cada semestre se concluye con un examen supervisado, organizado en uno de los centros presenciales aprobados por la Universidad. Estos centros están localizados dentro del área geográfica de cada estudiante.[10]

Además de los recursos en línea de la Universidad, los estudiantes tienen acceso a las bibliotecas Dominicanas que se encuentran en todo el mundo. Los profesores y los estudiantes pueden interactuar en persona durante las jornadas de estudio, que Domuni organiza habitualmente desde 2009 (Angers, París y Bretaña), y en sesiones culturales (Escuela Bíblica y Arqueológica Francesa, Jerusalén 2017 y Jordania 2018), o en coloquios universitarios (Salamanca en 2014, París - La Sorbona en 2016 y 2017).

### Admisiones y programas de estudio
Las inscripciones y los resultados no dependen de los años académicos universitarios tipificados para la enseñanza presencial, sino del ritmo de estudio del estudiante. Los estudios pueden iniciarse en cualquier momento del año y la duración de un curso puede adaptarse a la situación personal del estudiante y a su disponibilidad horaria. Los cursos, que se imparten en cinco idiomas (francés, inglés, español, árabe e italiano), pueden ser seguidos por cualquier estudiante, aunque el idioma elegido no sea su lengua materna.

### Una pedagogía adaptada
Los profesores-investigadores de la Universidad Domuni han desarrollado una experiencia en la enseñanza a distancia para la educación superior, que se detalla en varios artículos, en programas de televisión y emisiones de radio. Se puede decir que somos precursores en este tipo de formación.

### Un ritmo flexible
Los plazos de trabajo (estudios, exámenes) son flexibles y personalizables, para permitir al mayor número posible de estudiantes completar con éxito su estudio y/o proyecto de investigación, llevando al mismo tiempo una vida profesional y personal. Al hacerlos compatibles, Domuni se ha convertido en un actor clave del aprendizaje permanente[archivo].

## Enseñanza e investigación

### Formación
La universidad Domuni propone titulaciones equiparables a los diplomas de estado, y de otras universidades, sobre todo en teología, filosofía y ciencias sociales. La institución propone igualmente cursos a la carta (800 cursos descargables en pdf).

### Editorial
En 2012, la Universidad creó Domuni-Press, una editorial académica que publica el trabajo de los investigadores en cinco áreas (Biblia, Teología, Historia, Espiritualidad y Sociedad). Para colaborar en algunas de sus obras, Domuni-Press firmó un acuerdo de coedición con la editorial Universitaria del Instituto Católico de Toulouse el 25 de octubre de 2013.

### Revistas
Las investigaciones que se llevan a cabo en Domuni, dan lugar a las publicaciones de las revistas “Telos” y “Jocap”, que son de acceso gratuito en línea.

### Asociaciones
Domuni es socio de numerosos centros de investigación y por lo tanto forma parte de una gran red internacional. Entre sus socios se encuentran el Instituto Católico de Toulouse, la Universidad Santo Tomás (Bogotá), la Universidad San José de Beirut (Líbano). La Universidad mantiene una relación especial con el "Angelicum" de Roma, la Universidad de Lorraine en Francia, el Instituto Católico de Vendée (ICES) y la Universidad Católica de Lovaina en Bélgica. Estos acuerdos de colaboración permiten el reconocimiento mutuo de créditos y diplomas. Domuni Universitas también se presenta en el sitio dominicano de las universidades studium.om.